# Conflicte del Líban (2011-2017)
Es coneix com a conflicte del Líban l'extensió de la guerra civil siriana al seu país veí el Líban, on s'hi han confrontat opositors i partidaris del règim sirià en un conflicte de caràcter violent.
Aquest conflicte armat s'ha anat descrivint com a "ressorgiment de la violència sectària al Líban" amb la confrontació entre musulmans sunnites del Líban que donen suport principalment als rebels de Síria, contra els xiïtes que reben suport en la seua majoria per part d'Assad, la minoria alauïta del qual és de manera general descrita com una ramificació de l'islamisme xiïta. El govern, dominat per l'Aliança del 8 de març és considerada com a solidària de Bashar al-Assad.